# Copa do Brasil de Futebol de 2018
A Copa do Brasil de 2018 (Copa Continental Pneus do Brasil de 2018, por motivos de patrocínio) foi a 30.ª edição  dessa competição brasileira de futebol organizada pela Confederação Brasileira de Futebol, que começou no dia 31 de janeiro e teve seu término dia 17 de outubro. O Cruzeiro sagrou-se campeão e garantiu a vaga para a Copa Libertadores da América de 2019.

## Regulamento
A Copa do Brasil começou no dia 30 de janeiro e terminou em 17 de outubro, com 23 datas disponíveis. Foram oito fases: cinco no primeiro semestre e três no segundo. As duas primeiras fases foram em jogos únicos, utilizando-se quatro datas, duas por fase. O campeão se classificou para a Copa Libertadores da América de 2019.
Os 8 times brasileiros que disputam a Copa Libertadores da América de 2018 entraram nas oitavas de final, assim como os campeões da Série B, da Copa do Nordeste e da Copa Verde de 2017. Para a competição, a CBF anunciou uma grande novidade: a de não haver gol qualificado em todas as fases do torneio. Em caso de empate no placar agregado, a decisão da vaga foi para os pênaltis.

## Participantes

### Estaduais e seletivas
| UF                  | Clube                        | Forma de classificação               |
| ------------------- | ---------------------------- | ------------------------------------ |
| Acre                | Atlético Acreano             | Campeão do Estadual 2017             |
| Acre                | Rio Branco-AC                | Vice-campeão do Estadual 2017        |
| Alagoas             | CRB                          | Campeão do Estadual 2017             |
| Alagoas             | CSA                          | Vice-campeão do Estadual 2017        |
| Alagoas             | ASA                          | 3º colocado do Estadual 2017         |
| Amapá               | Santos-AP                    | Campeão do Estadual 2017             |
| Amazonas            | Manaus                       | Campeão do Estadual 2017             |
| Amazonas            | Nacional-AM                  | Vice-campeão do Estadual 2017        |
| Bahia               | Vitória                      | Campeão do Estadual 2017             |
| Bahia               | Fluminense de Feira          | 3º colocado do Estadual 2017         |
| Bahia               | Vitória da Conquista         | 4º colocado do Estadual 2017         |
| Ceará               | Ceará                        | Campeão do Estadual 2017             |
| Ceará               | Ferroviário                  | Vice-campeão do Estadual 2017        |
| Ceará               | Floresta                     | Campeão da Copa Fares Lopes de 2017  |
| Distrito Federal    | Brasiliense                  | Campeão do Metropolitano 2017        |
| Distrito Federal    | Ceilândia                    | Vice-campeão do Metropolitano 2017   |
| Espírito Santo      | Atlético Itapemirim          | Campeão do Estadual 2017             |
| Goiás               | Goiás                        | Campeão do Estadual 2017             |
| Goiás               | Vila Nova                    | Vice-campeão do Estadual 2017        |
| Goiás               | Aparecidense                 | 3º colocado do Estadual 2017         |
| Maranhão            | Sampaio Corrêa               | Campeão do Estadual 2017             |
| Maranhão            | Cordino                      | Vice-campeão do Estadual 2017        |
| Mato Grosso         | Cuiabá                       | Campeão do Estadual 2017             |
| Mato Grosso         | Sinop                        | Vice-campeão do Estadual 2017        |
| Mato Grosso         | Dom Bosco                    | 3° colocado da Copa FMF de 2017      |
| Mato Grosso do Sul  | Corumbaense                  | Campeão do Estadual 2017             |
| Mato Grosso do Sul  | Novo                         | Vice-campeão do Estadual 2017        |
| Minas Gerais        |                              |                                      |
| Atlético Mineiro    | Campeão do Estadual 2017     |                                      |
| URT                 | 4° colocado do Estadual 2017 |                                      |
| Caldense            | 5º colocado do Estadual 2017 |                                      |
| Uberlândia          | 6º colocado do Estadual 2017 |                                      |
| Pará                | Paysandu                     | Campeão do Estadual 2017             |
| Pará                | Remo                         | Vice-campeão do Estadual 2017        |
| Pará                | Independente-PA              | 3º colocado do Estadual 2017         |
| Paraíba             | Botafogo-PB                  | Campeão do Estadual 2017             |
| Paraíba             | Treze                        | Vice-campeão do Estadual 2017        |
| Paraná              | Coritiba                     | Campeão do Estadual 2017             |
| Paraná              | Atlético Paranaense          | Vice-campeão do Estadual 2017        |
| Paraná              | Cianorte                     | 3º colocado do Estadual 2017         |
| Pernambuco          | Sport                        | Campeão do Estadual 2017             |
| Pernambuco          | Salgueiro                    | Vice-campeão do Estadual 2017        |
| Pernambuco          | Santa Cruz                   | 3º colocado do Estadual 2017         |
| Piauí               | Altos                        | Campeão do Estadual 2017             |
| Piauí               | Parnahyba                    | Vice-campeão do Estadual 2017        |
| Rio de Janeiro      | Fluminense                   | Vice-campeão do Estadual 2017        |
| Rio de Janeiro      | Botafogo                     | 4º colocado do Estadual 2017         |
| Rio de Janeiro      | Nova Iguaçu                  | 5º colocado do Estadual 2017         |
| Rio de Janeiro      | Madureira                    | 6º colocado do Estadual 2017         |
| Rio de Janeiro      | Boavista-RJ                  | Campeão da Copa Rio 2017             |
| Rio Grande do Norte | ABC                          | Campeão do Estadual 2017             |
| Rio Grande do Norte | Globo                        | Vice-campeão do Estadual 2017        |
| Rio Grande do Norte | América de Natal             | 3° colocado do Estadual 2017         |
| Rio Grande do Sul   | Novo Hamburgo                | Campeão do Estadual 2017             |
| Rio Grande do Sul   | Internacional                | Vice-campeão do Estadual 2017        |
| Rio Grande do Sul   | Caxias                       | 3º colocado do Estadual 2017         |
| Rio Grande do Sul   | Aimoré                       | Vice-campeão da Copa FGF 2017        |
| Rondônia            | Real Ariquemes               | Campeão do Estadual 2017             |
| Roraima             | São Raimundo-RR              | Campeão do Estadual 2017             |
| Santa Catarina      | Avaí                         | Vice-campeão do Estadual 2017        |
| Santa Catarina      | Criciúma                     | 3º colocado do Estadual 2017         |
| Santa Catarina      | Brusque                      | 4º colocado do Estadual 2017         |
| Santa Catarina      | Tubarão                      | Campeão da Copa Santa Catarina 2017  |
| São Paulo           | Ponte Preta                  | Vice-campeão do Estadual 2017        |
| São Paulo           | São Paulo                    | 4º colocado do Estadual 2017         |
| São Paulo           | Ituano                       | Campeão do Troféu do Interior 2017   |
| São Paulo           | São Caetano                  | Campeão da Série A2 do Estadual 2017 |
| São Paulo           | Inter de Limeira             | Vice-campeão da Copa Paulista 2017   |
| Sergipe             | Confiança                    | Campeão do Estadual 2017             |
| Sergipe             | Itabaiana                    | Vice-campeão do Estadual 2017        |
| Tocantins           | Interporto                   | Campeão do Estadual 2017             |

### Ranking da CBF
Com a definição dos 70 representantes das federações estaduais e dos onze representantes classificados diretamente às oitavas de final, mais dez clubes foram apurados pelo ranking da CBF.
| Pos. | Equipe              | Pontos |
| ---- | ------------------- | ------ |
| 19º  | Figueirense         | 7 555  |
| 20º  | Atlético Goianiense | 6 698  |
| 28º  | Paraná              | 5 244  |
| 30º  | Joinville           | 4 805  |
| 32º  | Náutico             | 4 532  |
| 33º  | Juventude           | 4 251  |
| 35º  | Bragantino          | 4 113  |
| 37º  | Oeste               | 3 817  |
| 38º  | Boa Esporte         | 3 761  |
| 40º  | Londrina            | 3 707  |

### Classificados diretamente às oitavas de final
| UF                | Clube           | Forma de classificação                     |
| ----------------- | --------------- | ------------------------------------------ |
| Bahia             | Bahia           | Campeão da Copa do Nordeste 2017           |
| Mato Grosso       | Luverdense      | Campeão da Copa Verde 2017                 |
| Minas Gerais      | Cruzeiro        | Campeão da Copa do Brasil 2017             |
| Minas Gerais      | América Mineiro | Campeão da Série B 2017                    |
| Rio Grande do Sul | Grêmio          | Campeão da Copa Libertadores 2017          |
| São Paulo         | Corinthians     | Campeão do Campeonato Brasileiro 2017      |
| São Paulo         | Palmeiras       | Vice-campeão do Campeonato Brasileiro 2017 |
| São Paulo         | Santos          | 3º colocado do Campeonato Brasileiro 2017  |
| Rio de Janeiro    | Flamengo        | 6º colocado do Campeonato Brasileiro 2017  |
| Rio de Janeiro    | Vasco da Gama   | 7º colocado do Campeonato Brasileiro 2017  |
| Santa Catarina    | Chapecoense     | 8º colocado do Campeonato Brasileiro 2017  |

### Sorteio
Os 80 times classificados para a competição foram divididos em oito potes (A a H) com dez clubes cada, de acordo com Ranking da CBF. A partir daí, os cruzamentos entre os potes foram os seguintes: A x E; B x F; C x G e D x H. Na 1ª fase, os times do grupo 1 (potes de A a D) enfrentam os do grupo 2 (potes de E a H) em jogo único; o time do grupo 1 joga fora de casa e tem a vantagem do empate. O sorteio foi realizado em 15 de dezembro de 2017 na sede da CBF.

#### Potes do sorteio
Entre parênteses, a classificação do clube no Ranking da CBF
| Primeira fase | Primeira fase | Primeira fase | Primeira fase |
| Pote A | Pote B | Pote C | Pote D |
| --- | --- | --- | --- |
| - Atlético Mineiro (5) - Botafogo (8) - Atlético Paranaense (9) - Internacional (10) - São Paulo (11) - Fluminense (12) - Sport (15) - Ponte Preta (16) - Coritiba (17) - Vitória (18) | - Figueirense (19) - Atlético Goianiense (20) - Goiás (22) - Avaí (23) - Santa Cruz (25) - Paysandu (26) - Ceará (27) - Paraná (28) - Criciúma (29) - Joinville (30)        | - ABC (31) - Náutico (32) - Juventude (33) - Bragantino (35) - CRB (36) - Oeste (37) - Boa Esporte (38) - Sampaio Corrêa (39) - Londrina (40) - Vila Nova (41)                                                    | - América de Natal (43) - Botafogo-PB (45) - ASA (47) - Cuiabá (50) - Salgueiro (51) - Confiança (54) - Remo (57) - CSA (59) - Rio Branco-AC (64) - Ituano (65)         |
| Pote E | Pote F | Pote G | Pote H |
| - Globo (67) - Santos-AP (69) - Caxias (71) - Madureira (72) - Caldense (74) - Boavista-RJ (76) - Aparecidense (78) - Nacional-AM (80) - Atlético Acreano (81) - Parnahyba (92)        | - São Caetano (93) - Novo Hamburgo (96) - Ceilândia (97) - Altos (98) - URT (101) - Treze (102) - Itabaiana (104) - Brusque (108) - Sinop (110) - Fluminense de Feira (118) | - São Raimundo-RR (121) - Vitória da Conquista (122) - Brasiliense (145) - Cordino (157) - Real Ariquemes (157) - Independente-PA (166) - Interporto (167) - Dom Bosco (172) - Nova Iguaçu (201) - Cianorte (205) | - Aimoré (–) - Atlético Itapemirim (–) - Tubarão (–) - Corumbaense (–) - Ferroviário (–) - Floresta (–) - Inter de Limeira (–) - Manaus (–) - Novo (–) - Uberlândia (–) |

## Primeiras fases
A primeira fase foi disputada por 80 equipes, em partida única. As equipes mais bem sucedidas no ranking da CBF foram as visitantes e tiveram a vantagem do empate. Os confrontos desta fase foram definidos através de sorteio.
Em itálico, os clubes que possuem o mando de campo no confronto e em negrito os clubes classificados.
| Equipe 1             | Resultado | Equipe 2            |
| -------------------- | --------- | ------------------- |
| Caxias               | 0–0       | Atlético Paranaense |
| Tubarão              | 2–0       | América de Natal    |
| Brusque              | 0–1       | Ceará               |
| Real Ariquemes       | 0–1       | Londrina            |
| Boavista-RJ          | 1–1       | Internacional       |
| Atlético Itapemirim  | 0–2       | Remo                |
| São Caetano          | 1–1       | Criciúma            |
| Cianorte             | 2–0       | ABC                 |
| Caldense             | 0–1       | Fluminense          |
| Novo                 | 2–3       | Salgueiro           |
| Ceilândia            | 2–3       | Avaí                |
| Interporto           | 0–0       | Juventude           |
| Parnahyba            | 1–1       | Coritiba            |
| Uberlândia           | 2–0       | Ituano              |
| Sinop                | 0–1       | Goiás               |
| Vitória da Conquista | 0–0       | Boa Esporte         |
| Nacional-AM          | 0–0       | Ponte Preta         |
| Inter de Limeira     | 1–0       | Rio Branco-AC       |
| URT                  | 1–1       | Paraná              |
| Independente-PA      | 0–1       | Sampaio Corrêa      |
| Madureira            | 0–1       | São Paulo           |
| Manaus               | 2–2       | CSA                 |
| Novo Hamburgo        | 2–1       | Paysandu            |
| União Rondonópolis   | 1–3       | CRB                 |
| Globo                | 0–2       | Vitória             |
| Corumbaense          | 1–0       | ASA                 |
| Altos                | 2–1       | Atlético Goianiense |
| Nova Iguaçu          | 1–1       | Bragantino          |
| Atlético Acreano     | 1–1       | Atlético Mineiro    |
| Floresta             | 0–2       | Botafogo-PB         |
| Treze                | 0–2       | Figueirense         |
| Brasiliense          | 1–1       | Oeste               |
| Santos-AP            | 1–2       | Sport               |
| Ferroviário          | 2–1       | Confiança           |
| Itabaiana            | 0–1       | Joinville           |
| São Raimundo-RR      | 0–1       | Vila Nova           |
| Aparecidense         | 2–1       | Botafogo            |
| Aimoré               | 1–2       | Cuiabá              |
| Fluminense de Feira  | 2–0       | Santa Cruz          |
| Cordino              | 1–1       | Náutico             |

### Segunda fase
A segunda fase será disputada por 40 equipes vencedoras da fase anterior, em partida única. Em caso de empate a vaga será decidida na disputa por pênaltis. Os confrontos desta fase seguirão o chaveamento predeterminados da fase anterior.
Em itálico, os clubes que possuem o mando de campo no confronto e em negrito os clubes classificados.
| Equipe 1            | Resultado   | Equipe 2         |
| ------------------- | ----------- | ---------------- |
| Atlético Paranaense | 5–4         | Tubarão          |
| Londrina            | 1–2         | Ceará            |
| Remo                | 1–2         | Internacional    |
| Criciúma            | 1–1 (4–5 p) | Cianorte         |
| Fluminense          | 5–0         | Salgueiro        |
| Juventude           | 0–2         | Avaí             |
| Uberlândia          | 0–2         | Coritiba         |
| Goiás               | 0–0 (6–5 p) | Boa Esporte      |
| Ponte Preta         | 1–0         | Inter de Limeira |
| Sampaio Corrêa      | 1–0         | Paraná           |
| CSA                 | 0–2         | São Paulo        |
| Novo Hamburgo       | 1–1 (3–4 p) | CRB              |
| Vitória             | 3–0         | Corumbaense      |
| Bragantino          | 1–0         | Altos            |
| Botafogo-PB         | 0–4         | Atlético Mineiro |
| Figueirense         | 2–1         | Oeste            |
| Sport               | 3–3 (3–4 p) | Ferroviário      |
| Vila Nova           | 2–2 (4–2 p) | Joinville        |
| Cuiabá              | 3–1         | Aparecidense     |
| Fluminense de Feira | 0–1         | Náutico          |

### Terceira fase
A terceira fase será disputada por 20 equipes vencedoras da fase anterior, em partidas eliminatórias de ida e volta. Em caso de empate no placar agregado, a vaga será definida na disputa por pênaltis. Os confrontos desta fase seguirão o chaveamento predeterminados da fase anterior.
Em itálico, os clubes que possuem o mando de campo no primeiro jogo do confronto e em negrito os clubes classificados.
| Equipe 1            | Total       | Equipe 2         | 1.º jogo | 2.º jogo |
| ------------------- | ----------- | ---------------- | -------- | -------- |
| Atlético Paranaense | 1–1 (6–5 p) | Ceará            | 0–0      | 1–1      |
| Internacional       | 4–0         | Cianorte         | 2–0      | 2–0      |
| Fluminense          | 1–3         | Avaí             | 1–2      | 0–1      |
| Goiás               | 2–1         | Coritiba         | 1–0      | 1–1      |
| Ponte Preta         | 0–0 (5–3 p) | Sampaio Corrêa   | 0–0      | 0–0      |
| São Paulo           | 5–0         | CRB              | 2–0      | 3–0      |
| Bragantino          | 1–3         | Vitória          | 1–0      | 0–3      |
| Figueirense         | 2–2 (2–4 p) | Atlético Mineiro | 0–1      | 2–1      |
| Ferroviário         | 2–1         | Vila Nova        | 1–1      | 1–0      |
| Náutico             | 3–1         | Cuiabá           | 2–1      | 1–0      |

### Quarta fase

#### Sorteio
Os confrontos desta fase foram sorteados no dia 19 de março às 11:00 na sede da CBF. Em 22 de março foram confirmadas as datas.
| Pote único |
| --- |
| Atlético Mineiro Atlético Paranaense Avaí Ferroviário Goiás Internacional Náutico Ponte Preta São Paulo Vitória |

#### Confrontos
A quarta fase será disputada por 10 equipes vencedoras da fase anterior, em partidas eliminatórias de ida e volta. Em caso de empate no placar agregado, a vaga será definida na disputa por pênaltis.
Em itálico, os clubes que possuem o mando de campo no primeiro jogo do confronto e em negrito os clubes classificados.
| Equipe 1            | Total       | Equipe 2    | 1.º jogo | 2.º jogo |
| ------------------- | ----------- | ----------- | -------- | -------- |
| Ponte Preta         | 3–1         | Náutico     | 3–0      | 0–1      |
| Atlético Paranaense | 4–3         | São Paulo   | 2–1      | 2–2      |
| Avaí                | 2–4         | Goiás       | 2–2      | 0–2      |
| Internacional       | 2–2 (3–4 p) | Vitória     | 2–1      | 0–1      |
| Atlético Mineiro    | 6–2         | Ferroviário | 4–0      | 2–2      |

## Fase final

### Oitavas de final
As oitavas de final serão disputadas por 16 equipes, sendo 5 vencedoras da fase anterior, e outras 11 equipes pré-classificadas. 
Serão partidas eliminatórias de ida e volta. Em caso de empate no placar agregado, a vaga será definida na disputa por pênaltis.

#### Sorteio
O Pote 1 possuía as oito equipes que disputaram a Libertadores, e o Pote 2, as três classificadas antecipadamente que não disputaram a competição continental mais os cinco classificados da fase anterior. Os confrontos desta fase foram definidos por sorteio, no dia 20 de abril às 11:00 na sede da CBF.
| Pote 1 | Pote 2 |
| --- | --- |
| Palmeiras (1) Cruzeiro (2) Grêmio (3) Santos (4) Corinthians (6) Flamengo (7) Vasco da Gama (13) Chapecoense (14) | Atlético Mineiro (5) Atlético Paranaense (9) Ponte Preta (16) Vitória (18) Bahia (21) Goiás (22) América Mineiro (24) Luverdense (34) |

Entre parênteses, o Ranking da CBF

#### Confrontos
Em itálico, os clubes que possuem o mando de campo no primeiro jogo do confronto e em negrito os clubes classificados.
| Equipe 1            | Total       | Equipe 2      | 1.º jogo | 2.º jogo |
| ------------------- | ----------- | ------------- | -------- | -------- |
| Atlético Mineiro    | 0–0 (3–4 p) | Chapecoense   | 0–0      | 0–0      |
| Atlético Paranaense | 2–3         | Cruzeiro      | 1–2      | 1–1      |
| Bahia               | 3–2         | Vasco da Gama | 3–0      | 0–2      |
| Goiás               | 1–5         | Grêmio        | 0–2      | 1–3      |
| Vitória             | 1–3         | Corinthians   | 0–0      | 1–3      |
| América Mineiro     | 2–3         | Palmeiras     | 1–2      | 1–1      |
| Ponte Preta         | 0–1         | Flamengo      | 0–1      | 0–0      |
| Santos              | 6–3         | Luverdense    | 5–1      | 1–2      |

### Quartas de final

#### Sorteio
Para esta fase, será realizado um novo sorteio pela CBF. Todos os oito clubes classificados num pote único, sem restrições de cruzamentos.
| Pote único                                                              |
| ----------------------------------------------------------------------- |
| Bahia Chapecoense Corinthians Cruzeiro Flamengo Grêmio Palmeiras Santos |